# بازيليكا القديسة جوليا
بازيليكا القديسة جوليا هي بازيليكا يعود تاريخها إلى العصور الوسطى. تقع في مدينة بونيت سوتو في منطقة لومبارديا شمالي إيطاليا. شيدت في بداية القرن الثاني عشر، ولم يبق منها اليوم سوى أطلال خارج المدينة.

## التاريخ
وفقا للتقاليد المحلية، من المحتمل أن تكون قد أسستها القديسة جوليا نفسها، أو الملكة اللومباردية ثيوديليندا.

## التصميم
للكنيسة مخطط بازيليكي، مع صحن وممرين مع ثلاثة أبراج؛ تم تقسيم الجزء الداخلي منها إلى خمسة فرجات، أكلها الدهر ولم يبق منها سوى على واحدة تسبق الفضاء المزوق. وتم تحويل المنطقة مكشوفة السقف إلى مقبرة. رسمت الزخارف المركزية في عام 1795 من قبل الرسام السويسري فينشنزو أنجيلو أوريلي مع مساعدة أخيه بالداسار. كما نلاحظ وجود التيجان المنحوتة على أشكال هندسية أو حيوانات أو بشر على الجدران، بينما تشتمل الزخرفة الخارجية على أعمدة صغيرة وفواصل لومباردية.